# Ханатинское сельское муниципальное образование
Ханатинское сельское муниципальное образование — сельское поселение в Малодербетовском районе Республике Калмыкия. Административный центр — посёлок Ханата.

## География
Ханатинское СМО расположено на юге Малодербетовского района в пределах Сарпинской низменности. Граничит на севере и северо-востоке с Тундутовским СМО, на юго-востоке — с Октябрьским районом Калмыкии (Восходовское и Цаган-Нурское СМО), на юге — с Кетченеровским районом (Тугтунское СМО), на западе — с Сарпинским районом (Аршань-Зельменьское и Садовское СМО).

## История
Границы СМО установлены законом Республики Калмыкия от 25 декабря 2002 года № 278-II-З «Об установлении границ Ханатинского сельского муниципального образования Республики Калмыкия»

## Население
| 2002 | 2010 | 2011 | 2012 | 2013 | 2014 | 2015 |
| ---- | ---- | ---- | ---- | ---- | ---- | ---- |
| 996  | ↘964 | ↘956 | ↘923 | ↘880 | ↘872 | ↘864 |
| 2016 | 2017 | 2018 | 2019 | 2020 | 2021 |      |
| ↘856 | ↘853 | ↘837 | ↘800 | ↘772 | ↘583 |      |

Население СМО (на 01.01.2012 г.) 956 чел. (0,96 тыс. чел.) или 9,1 % населения Малодербетовского района.
Их общего количества населения, население моложе трудоспособного возраста составляет 0,18 тыс. чел., (18,5 %), в трудоспособном возрасте — 0,61 тыс. чел. (63,3 %), старше трудоспособного возраста — 0,17 тыс. чел. (18,2 %).

### Национальный состав
Население СМО в целом мононационально: калмыки- 98,4 %, русские — 1,2 %, другие национальности — 0,4 %.

## Состав сельского поселения
| № | Населённый пункт | Тип населённого пункта          | Население |
| - | ---------------- | ------------------------------- | --------- |
| 1 | Зурган           | посёлок                         | ↗283      |
| 2 | Унгн-Тёрячи      | посёлок                         | ↘307      |
| 3 | Ханата           | посёлок, административный центр | ↘369      |